# Shot in the Dark (AC/DC)
Pour la chanson homonyme d'Ozzy Osbourne, voir Shot in the Dark (Ozzy Osbourne).
 (mars 2023).
La mise en forme du texte ne suit pas les recommandations de Wikipédia : il faut le « wikifier ».
Les points d'amélioration suivants sont les cas les plus fréquents :
- Les titres sont pré-formatés par le logiciel. Ils ne sont ni en capitales, ni en gras.
- Le texte ne doit pas être écrit en capitales (les noms de famille non plus), ni en gras, ni en italique, ni en « petit »…
- Le gras n'est utilisé que pour surligner le titre de l'article dans l'introduction, une seule fois.
- L'italique est rarement utilisé : mots en langue étrangère, titres d'œuvres, noms de bateaux, etc.
- Les citations ne sont pas en italique mais en corps de texte normal. Elles sont entourées par des guillemets français : « et ».
- Les listes à puces sont à éviter, des paragraphes rédigés étant largement préférés. Les tableaux sont à réserver à la présentation de données structurées (résultats, etc.).
- Les appels de note de bas de page (petits chiffres en exposant, introduits par l'outil «  Source ») sont à placer entre la fin de phrase et le point final[comme ça].
- Les liens internes (vers d'autres articles de Wikipédia) sont à choisir avec parcimonie. Créez des liens vers des articles approfondissant le sujet. Les termes génériques sans rapport avec le sujet sont à éviter, ainsi que les répétitions de liens vers un même terme.
- Les liens externes sont à placer uniquement dans une section « Liens externes », à la fin de l'article. Ces liens sont à choisir avec parcimonie suivant les règles définies. Si un lien sert de source à l'article, son insertion dans le texte est à faire par les notes de bas de page.
- La présentation des références doit suivre les conventions bibliographiques. Il est recommandé d'utiliser les modèles {{Ouvrage}}, {{Chapitre}}, {{Article}}, {{Lien web}} et/ou {{Bibliographie}}. Le mode d'édition visuel peut mettre en forme automatiquement les références.
- Insérer une infobox (cadre d'informations à droite) n'est pas obligatoire pour parachever la mise en page.

Pour une aide détaillée, merci de consulter Aide:Wikification.
Si vous pensez que ces points ont été résolus, vous pouvez retirer ce bandeau et améliorer la mise en forme d'un autre article.
Shot in the Dark est un single du groupe de rock australien AC/DC provenant de leur dix-septième album studio : Power Up. La chanson a été enregistrée entre la fin de l'année 2018 et le début de l'année 2019. Elle est sortie le 7 octobre 2020 et est le premier single du groupe depuis celui sorti en 2015 : Rock the Blues Away, tiré de leur album Rock or Bust. La chanson a été utilisée comme thème officiel de WWE Survivor Series.
La chanson a été nommée pour deux Grammys pour le 64e Grammy Awards, Best Rock Performance et Best Music Video.
Aux APRA Music Awards de 2022, la chanson a été nommée pour l'Oeuvre Rock la plus jouée.

## Clip musical
Le clip, réalisé par David Mallet, est sorti en première sur la chaîne YouTube d'AC/DC le 26 octobre 2020.

## Sortie
Le 1er octobre 2020, le groupe a réalisé un teaser du nouveau single, une vidéo de 30 secondes publiée sur Twitter, semblant allumer une ampli avec leur logo emblématique en forme d'éclair tout en jouant le son, et en notant l'abréviation de Power Up : PWR / UP. AC/DC a fait une pause après avoir terminé sa tournée Rock or Bust en 2016, qui mettait en vedette le chanteur de Guns N' Roses, Axl Rose. En 2018, les membres Brian Johnson, Phil Rudd et Cliff Williams ont rejoint le groupe après une interruption de deux ans. Le 5 octobre 2020, le groupe a partagé un autre court clip composé de séquences dans les coulisses et où l'on voit des apparitions brèves des cinq membres du groupe de rock.

## Personnel
AC DC
- Brian Johnson - voix principale
- Angus Young - guitare principale
- Stevie Young – guitare rythmique, chœur
- Cliff Williams – basse, chœur
- Phil Rudd - batterie

Personnel supplémentaire
- Brendan O'Brien - production
- Mike Fraser - ingénierie, mixage
- Ryan Smith – mastering
- Billy Bowers - ingénierie supplémentaire

## Graphiques
| Chart (2020)                             | Peak position |
| ---------------------------------------- | ------------- |
| Australia Digital Song Sales (Billboard) | 3             |
| Autriche (Ö3 Austria Top 40)             | 67            |
| Belgique (Flandre Ultratip 100)          | 21            |
| Belgique (Wallonie Ultratip 50)          | 31            |
| Canada (Hot 100)                         | 50            |
| Canada (Canada Rock)                     | 2             |
| Finlande (Suomen virallinen lista)       | 43            |
| El Salvador (Monitor Latino)             | 12            |
| Europe (Euro Digital Songs)              | 6             |
| Allemagne (Media Control AG)             | 79            |
| Global 200 (Billboard)                   | 5             |
| New Zealand Hot Singles (RMNZ)           | 5             |
| Écosse (OCC)                             | 13            |
| Suisse (Schweizer Hitparade)             | 19            |
| UK Singles Sales (OCC)                   | 30            |
| UK Singles Downloads (OCC)               | 25            |
| Royaume-Uni (UK Rock Chart)              | 10            |
| États-Unis (Bubbling Under Hot 100)      | 16            |
| États-Unis (Hot Rock Songs)              | 12            |
| États-Unis (Rock Airplay)                | 3             |

| Chart (2021)                | Position |
| --------------------------- | -------- |
| US Rock Airplay (Billboard) | 24       |